# Orwin Castel
George Orwin Castel (ur. 18 czerwca 1973 w Port Louis) – maurytyjski piłkarz grający na pozycji bramkarza. W swojej karierze rozegrał 40 meczów w reprezentacji Mauritiusa.

## Kariera klubowa
Swoją karierę piłkarską Castel rozpoczął w klubie Fire Brigade SC. W sezonie 1993/1994 zadebiutował w jego barwach w pierwszej lidze maurytyjskiej. Grał w nim przez dwa sezony i wywalczył z nim mistrzostwo kraju w sezonie 1993/1994 oraz zdobył dwa Puchary Mauritiusa w latach 1994 i 1995. W latach 1995–1998 był zawodnikiem Sunrise Flacq United SC. Duwkrotnie został z nim mistrzem kraju w sezonach 1995/1996 i 1996/1997 oraz sięgnął po krajowy puchar w 1996 roku.
W latach 1998–1999 Castel był piłkarzem mozambickiego CD Maxaquene. W 1998 roku zdobył z nim Puchar Mozambiku. W latach 1999–2002 występował w południowoafrykańskim Manning Rangers. W 2002 roku wrócił na Mauritius i przez cztery sezony grał w US Beau Bassin-Rose Hill. W latach 2005–2008 występował w AS de Vacoas-Phoenix. W latach 2011–2019 grał w amatorskich klubach Australii.

## Kariera reprezentacyjna
W reprezentacji Mauritiusa Castel zadebiutował 15 października 1994 roku w przegranym 0:1 meczu kwalifikacji do Pucharu Narodów Afryki 1996 z Południową Afryką. Od 1994 do 2006 wystąpił w kadrze narodowej 40 razy.